# Beatrice z Yorku
Princezna Beatrice, paní Mapelli Mozzi (Beatrice Elizabeth Mary;* 8. srpna 1988, Londýn) je členka britské královské rodiny. Je starší dcerou prince Andrewa, vévody z Yorku a Sarah, vévodkyně z Yorku. Je neteří krále Karla III. Britského. Narodila se jako pátá v linii následnictví britského trůnu, v současnosti je devátá.
Beatrice navštěvovala školu St George's School v Ascotu, poté studovala na Goldsmiths College a promovala s bakalářským titulem v oboru historie. Před nástupem do softwarové společnosti Afiniti jako viceprezidentka pro strategická partnerství byla krátce zaměstnána na ministerstvu zahraničí a v Sony Pictures. Beatrice také soukromě spolupracuje s řadou charitativních organizací, včetně Teenage Cancer Trust a Outward Bound. V roce 2020 dne 17. července se provdala za Edoarda Mapelliho Mozziho, developera nemovitostí a italského šlechtice narozeného v Anglii. Pár má dvě dcery, Siennu a Athenu.

## Život
Narodila se 8. srpna 1988 v Portland Hospital v Londýně v 8:18 ráno, jako dcera Andrewa, vévody z Yorku a Sarah, vévodkyně z Yorku. Je pátým vnoučetem královny Alžběty II. a prince Philipa, vévody z Edinburghu. Pokřtěna byla 20. prosince 1988 v Královské kapli St James's Palace a jejími kmotry byly David Armstrong-Jones, vikomt Linley (bratranec jejího otce), Jane, vévodkyně z Roxburghe, baron Peter Palumbo, John Greenall a Henry Cotterell. Byla pojmenována po nejmladší dceři královny Viktorie princezně Beatrice. V dětství u ní byla zjištěna dyslexie. Má mladší sestru, princeznu Eugenii.
Beatricini rodiče se rozvedli v roce 1996, když jí bylo sedm let a dohodli se na společné péči o obě děti. Po rozvodu poskytla královna jejím rodičům 1,4 milionu liber na založení svěřenského fondu pro ni a Eugenii. Beatrice a její sestra často cestovaly do zahraničí s jedním nebo oběma rodiči.
Své základní vzdělání získala na Upton House School ve Windsoru a Coworth Park School. Dále studovala na St George's School, Ascot. Roku 2008 začala studovat historii na Goldsmiths, toto studium ukončila roku 2011 s bakalářským titulem.
Zúčastňuje se zcela všech královských akcí.
Beatrice a jejímu manželovi Edoardovi se dne 18. září 2021 narodila dcera Sienna Elizabeth Mapelli Mozzi v Chelsea and Westminster Hospital v Londýně. Jedná se o dvanácté pravnouče královny Alžběty II. Dne 22. ledna 2025 se předčasně narodila druhá dcera Athena Elizabeth Rose Mapelli Mozzi v Chelsea and Westminster Hospital v Londýně.

## Tituly
Jako vnučka mužské linie panovníka byla Beatrice při narození známá jako „Její královská výsost princezna Beatrice z Yorku“, přičemž územní označení pocházelo z titulu jejího otce, vévody z Yorku. Od jejího manželství je označována jako „Její královská výsost princezna Beatrice, paní Mapelli Mozzi“.

## Autorizované články
- JkV princezna Beatrice (4. března 2021). "Getting into stories has been a gift I'm happy to have shared with lockdown life". Evening Standard.